# 진돗개시큐리티
진돗개시큐리티는 대한민국 인천광역시의 경비업체이다. 빌딩보안서비스, 무인전자경비, 아파트시설 경비, CCTV 영상보안 서비스를 제공하며, 보안 장비도 판매한다.

## 연혁[1]
| 연도   | 내용                                                                       |
| ------ | -------------------------------------------------------------------------- |
| 2005년 | (주)월드보안 설립                                                          |
| 2006년 | 무인경비 협동조합 가입 (주) S-Security 사와 이중관제 시스템 구축           |
| 2007년 | 거신빌딩 사옥으로 이전 ABM(주), (주)대산시스템, 디에스그린(주)와 업무 제휴 |
| 2009년 | 전자경비진돗개(주)와 (주) 월드보안 합병 '진돗개월드 주식회사'로 사명 변경  |

## 서비스[1]
- 시설 관리
- 청소
- 경비
- CCTV, 무인경비시스템 구축
- 주차 차단기 설치 및 관리
- 종합관리
  - 중앙통제실 관리(IBS)
  - 전기 안전 관리 대행
  - 승강기 안전 관리 대행
  - 에스컬레이터 안전 관리 대행
  - 소방 관리 대행
  - 소독
  - 물탱크 청소
  - 수질 측정
  - 공기 질 측정
  - 정화조 관리
  - 구조 안전 진단